# Mesogona obscurata
Mesogona obscurata là một loài bướm đêm trong họ Noctuidae.